# Ardisia pulverulenta
Ardisia pulverulenta (tiếng Anh thường gọi là Blossomberry Grape) là một loài thực vật thuộc họ Myrsinaceae. Loài này có ở Guatemala, Honduras, và Panama.